# Västindiska federationen
Västindiska federationen var en kortvarig karibisk federation som fanns från den 3 januari 1958 till den 31 maj 1962. Den bestod av ett flertal brittiska kolonier – Barbados, Jamaica, Leeward Islands, Trinidad och Tobago och Windward Islands.
Avsikten med federationens bildande var att skapa en politisk enhet som skulle bli politiskt oberoende från Storbritannien som en självständig stat, liknande de federationer som hade föregått självständigheten i Kanada och Australien. Federationen upplöstes dock innan det inträffade.

## Befolkning och geografi
Den totala befolkningen i federationen uppgick till mellan 3 och 4 miljoner, huvuddelen av afrikansk härkomst. De flesta var protestanter, med större grupper katoliker, hinduer och muslimer.
Federationen bestod av 24 större befolkade öar, och ungefär 220–230 mindre öar, holmar och skär, både bebodda och obebodda. Största ön var Jamaica, i federationens nordvästra hörn. Dess sydligaste ö var Trinidad, och dess östliga gräns gick vid Barbados. Området var 2 425 kilometer i öst-västlig riktning och 1 700 kilometer i nord-sydlig. Huvudsakligen bestod dock detta område av vatten.
De flesta öar har berg i den inre delen av ön, omgivna av kustnära slätter. Undantag är Anguilla, Antigua, Barbuda, Caymanöarna och Turks- och Caicosöarna, som samtliga saknar högland, samt Trinidad som har en större bergskedja i norr. Nästan alla större städer ligger vid kusterna, bland annat Kingston, Port of Spain, Bridgetown, Spanish Town, Montego Bay, Mandeville, Castries, Roseau, Saint George's, Kingstown, Saint John's och Basseterre.
Samtliga öar har tropiskt klimat, även om inlandsklimatet på de större öarna kan vara mer tempererat.
Federationen ansågs tillhöra Nordamerika, trots att dess sydliga öar ligger mycket nära den sydamerikanska kontinenten.

## Politiska problem
Politiken inom federationen kännetecknades av slitningar mellan den federala regeringen och dess olika provinser, samt mellan de två största delarna Jamaica respektive Trinidad och Tobago och de många små provinserna. 
Federationen hade en svag federal struktur. Exempelvis bildades ingen tullunion. Varje del fungerade som en egen ekonomi, med egna skatter, huvudsakligen för att de mindre provinserna var rädda för att hamna i underläge mot de störres starkare ekonomi. Det fanns inte heller något avtal om fri rörlighet inom federationen.
Jamaica blev successivt mer missnöjda med situationen. Framför allt var de inte nöjda med att federationen fortfarande var en koloni. Jamaica bildade därför en egen självständig stat 1962. Strax därefter bildade även Trinidad och Tobago en självständig stat. Utan de två största provinserna, tappade federationen alltför mycket av sin ekonomi.
De återstående provinserna återgick därför till att bli kolonier, direkt styrda av Storbritannien. De flesta av dem blev självständiga under perioden 1966–1983; dock är Montserrat fortfarande en koloni, liksom Anguilla. Caymanöarna och Turks- och Caicosöarna avskiljdes från Jamaica i samband med dess självständighet och är än idag separata brittiska kolonier.

## Ingående territorier
Listan anger vilka territorier som bildade federationen, respektive vilka territorier som uppstod vid federationens upplösning.
| Bildande kolonier 2 januari 1958 | 3 januari 1958 – 31 maj 1962 | Territorier efter upplösningen 1 juni 1962                            |
| - Barbados                       | Västindiska federationen     | - Barbados                                                            |
| - Jamaica                        | Västindiska federationen     | - Jamaica - Caymanöarna - Turks- och Caicosöarna                      |
| - Läöarna                        | Västindiska federationen     | - Antigua och Barbuda - Montserrat - Saint Christopher-Nevis-Anguilla |
| - Lovartöarna                    | Västindiska federationen     | - Dominica - Grenada - Saint Lucia - Saint Vincent och Grenadinerna   |
| - Trinidad och Tobago            | Västindiska federationen     | - Trinidad och Tobago                                                 |